# 伊索涅
伊索涅（法語：Issogne，法語發音：[isɔɲ]）是意大利瓦莱达奥斯塔大区的一个市镇。总面积23.97平方公里，人口1405人，人口密度58.6人/平方公里（2009年）。ISTAT代码为007037。